# Rokytnice nad Rokytnou
Rokytnice nad Rokytnou település Csehországban, a Třebíči járásban. Rokytnice nad Rokytnou Chlístov, Kojetice, Stařeč, Štěměchy, Čáslavice, Mastník, Markvartice és Římov településekkel határos. Lakosainak száma 834 fő (2024. január 1.).

## Népesség
A település lakosságának változását az alábbi diagram mutatja:
| Lakosok száma | 667  | 713  | 705  | 928  | 916  | 876  | 870  | 856  | 817  | 834  |
|               | 1869 | 1900 | 1921 | 1961 | 1980 | 2011 | 2016 | 2019 | 2021 | 2024 |